# 「ジンジャーとピクルズや」のおはなし
『「ジンジャーとピクルズや」のおはなし』（The Tale of Ginger and Pickles;1909）は、ビアトリクス・ポター作の、ピーターラビットの絵本である。

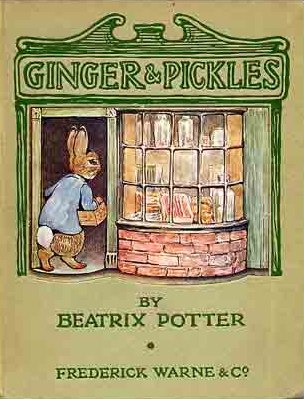

## あらすじ

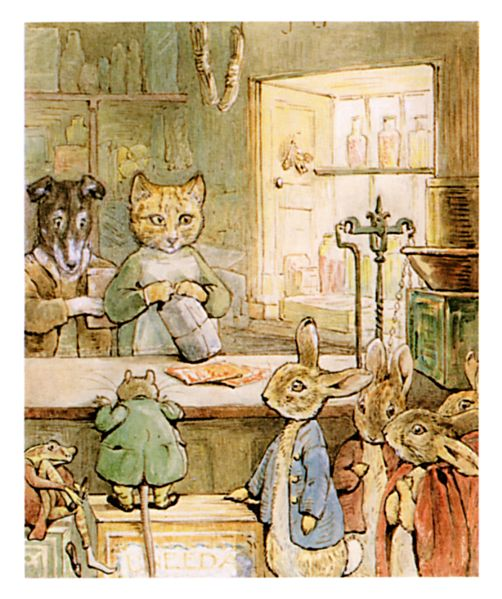

雄猫のジンジャーと猟犬のピクルズが経営する「ジンジャーとピクルズや」は（急に必要になるものを除いては）ありとあらゆるものが揃った雑貨屋で、ピーターラビットの世界の住人たちが買い物をしに来る。
二人の店では掛売りで商品を売っていたので、商売をしないタビタおくさんの店よりも売り上げ成績が良かったが、困ったことに現金が全く貯まらなかった。そのため二人は売り物を食べねばならず、ピクルズの犬の鑑札が期限切れになってしまう。
二人が店の奥で客に請求書を送ろうかと相談していると店内で物音がし、行ってみるとそこには警官の人形がいて、手帳に何かを書き込んでいた。ピクルズは驚いて吠え立てるが、警官はどこかに行ってしまう。机の上には封筒があり、中身は税金の通知だった。金が無いため、二人は店を閉めて引っ越してしまう。
人気店が閉店したため、他の住人は不便な思いをする。しばらくして、ヤマネのジョンが店を開くが、評判が悪かったため、ジンジャーたちの店を雌鶏のヘニー・ペニーが「めんどりや」として開店する。オープン日、ヘニー・ペニーは釣銭を数えるのに時間がかかったが現金払いにこだわり、この店は人気が出た。